# Phoenicoprocta selecta
Phoenicoprocta selecta là một loài bướm đêm thuộc phân họ Arctiinae, họ Erebidae.